# Pick-Nummer
Pick-Nummern (nach dem Notaphilisten Albert Pick) stellen ein Ordnungssystem dar, mit dem Banknoten aus aller Welt und allen Epochen eindeutig identifiziert werden können. 
Der Autor Albert Pick verwendete die Nummern in seinem unter Banknotenhändlern und -sammlern aus aller Welt verbreiteten Werk Standard Catalog of World Paper Money.
Beispielsweise bezeichnet die Pick-Nummer P-38 im Kapitel German Federal Republic den 10-Deutsche-Mark-Geldschein mit Carl Friedrich Gauß, der Buchstabe P-38d steht dabei für die Ausgabe von 1999.